# Notochthiphila nigra
Notochthiphila nigra är en tvåvingeart som beskrevs av Tanasijtshuk 1996. Notochthiphila nigra ingår i släktet Notochthiphila och familjen markflugor.
Artens utbredningsområde är Northern Territory, Australien. Inga underarter finns listade i Catalogue of Life.